# Macarena García

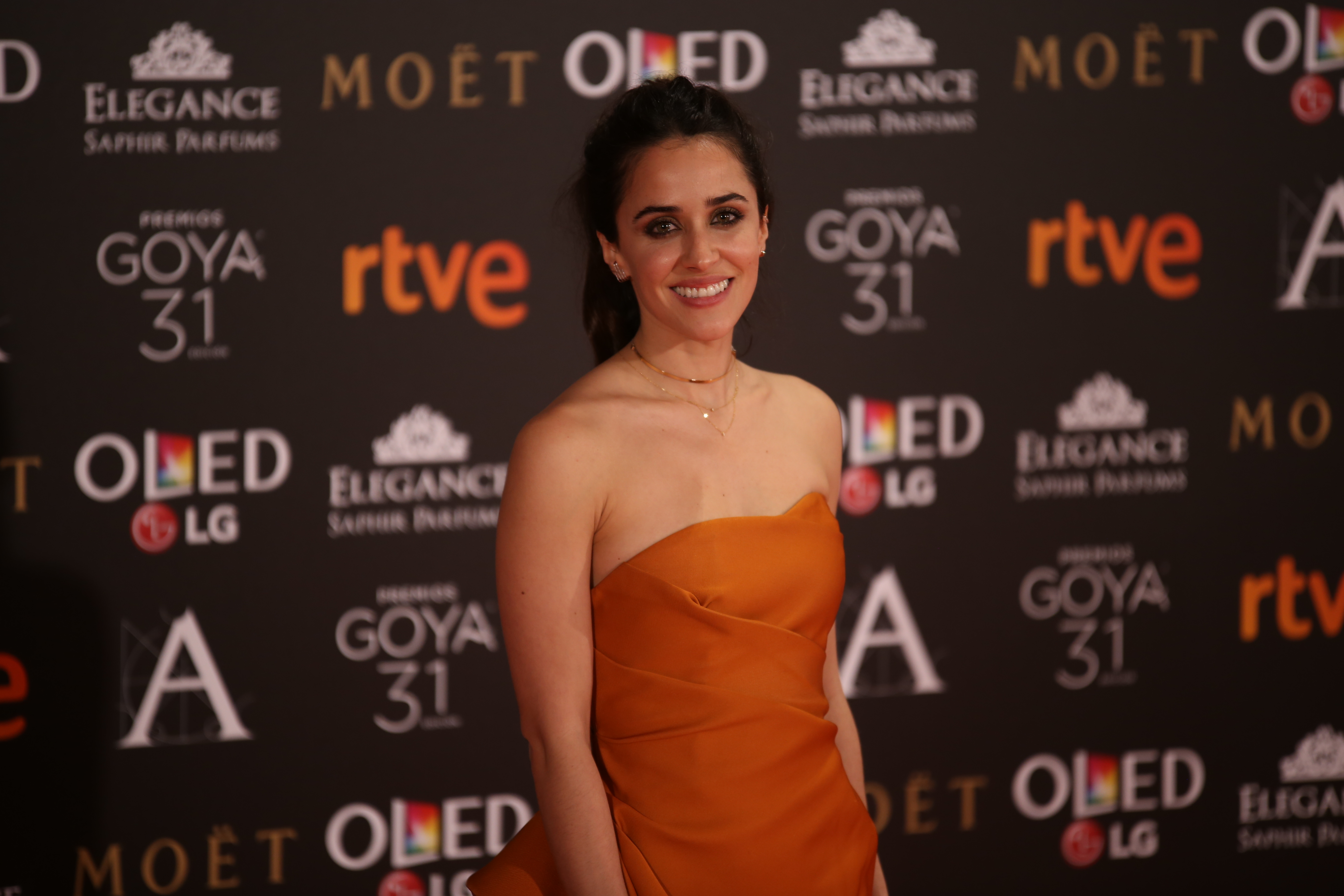
Macarena García als Premis Goya del 2017

Macarena García de la Camacha Gutiérrez-Ambrossi (Madrid, 26 d'abril de 1988) és una actriu i cantant espanyola, germana del director Javier Ambrossi. Ha participat en diversos musicals i és guanyadora del Goya a la millor actriu revelació per la pel·lícula Blancaneu.
És filla de Javier García de la Camacha i Sofía Gutiérrez-Ambrossi. Va cursar primer de psicologia a la Universitat Autònoma de Madrid abans de dedicar-se per complet al seu treball d'actriu. Va començar la seva formació als vuit anys amb la gimnàstica artística. Als catorze va començar a compaginar-ho amb el ball, tant modern com funk, a l'escola Carmen Senra i en l'Acadèmia Broadway. Durant diversos anys va rebre classes particulars de cant amb Rosario Ruiz i Nora Troyani, a més de complementar la seva formació amb classes de guitarra amb Nuria Zamora.
Va aconseguir el seu primer paper en un musical als tretze anys, quan va interpretar a Canelilla a En el nombre de la Infanta Carlota, de Jana produccions, musical que va estar en cartell durant diverses temporades en el Teatre de Madrid. Va treballar en el musical sobre High School Musical com a protagonista principal amb Daniel Diges. A partir d'aquí, ha participat en diverses sèries de televisió amb personatges episòdics com Hospital Central, Punta Escarlata o El internado. En 2010 protagonitzà la minisèrie de Telecinco El pacto, on va interpretar a Ana, una jove que al costat del seu grup d'amigues decideix quedar-se embarassada. No obstant això, el paper que la dona a conèixer al gran públic és el de Chelo, la filla dels porters d' Amar en tiempos revueltos entre 2010 i 2012. L'estiu de 2011 va estrenar la sèrie de misteri Punta Escarlata en Telecinco, on va interpretar a Raquel Solís.
En cinema, va ser la protagonista de l'adaptació espanyola de Blancaneu, dirigida per Pablo Berger i estrenada en 2012. Un treball que li va reportar importants premis com la Conquilla de Plata a la millor actriu del Festival Internacional de Cinema de Sant Sebastià i el seu primer Goya a la millor actriu revelació. Des del 2 maig de 2013 va protagonitzar durant gairebé dos anys l'obra de teatre La llamada al Teatre Lara, un musical escrit i dirigit per Javier Ambrossi i Javier Calvo Guirao on va interpretar a María Casado, una jove amant de l'electrolatino que acudeix a un campament cristià al costat de la seva millor amiga Susana Romero (Anna Castillo). Allí, rep una crida de Déu que li farà replantejar-se el seu futur. L'actriu va abandonar la producció el gener de 2015 per a centrar-se en altres projectes, sent substituïda per Claudia Traisac. El 2013 també va treballar a la sèrie d'Antena 3, Luna, el misterio de Calenda, on va interpretar a Vera, una jove vital i somiadora que s'enamora de Nacho (Fran Perea), un guàrdia civil potiner major que ella. També aquell any va protagonitzar la minisèrie espanyola Niños robados interpretant a Violeta en el primer capítol. Al febrer de 2014 va estrenar la primera temporada de la sèrie B&B, de boca en boca de Telecinco donant vida a Sonia, una jove estudiant de periodisme que comença a treballar en la revista en la qual treballa la seva mare (Belén Rueda). Al setembre de 2015 Telecinco va estrenar la segona temporada en prime-time. La sèrie va finalitzar el 30 de desembre de 2015 no sent renovada per a una tercera temporada. El 2015 va protagonitzar a més la pel·lícula per televisió La española inglesa de Televisió Espanyola amb Carles Francino i Lola Herrera, una adaptació de les famoses Novelas ejemplares de Miguel de Cervantes. El 4 de desembre de 2015 s'estrenà Palmeras en la nieve, de Fernando González Molina, pel·lícula en la qual Macarena interpreta Julia, una dona avançada al seu temps que viu en l'època en què Fernando Poo (ara Bioko) va formar part de la Guinea Espanyola.
L'agost de 2016 va començar el rodatge de l'adaptació cinematogràfica de l'obra de teatre La llamada, la qual va protagonitzar, sent aquesta dirigida també per Javier Ambrossi i Javier Calvo al costat de gran part del repartiment de l'obra com Anna Castillo, Gracia Olayo, Belén Cuesta i Richard Collins-Moore, a més d'algunes incorporacions com Secun de la Rosa, Víctor Elías i María Isabel Díaz. El novembre de 2016 es va unir al rodatge de la pel·lícula Que baje Dios y lo vea, una comèdia dirigida per Curro Velázquez i protagonitzada per Karra Elejalde i Alain Hernández. El 2 de desembre de 2016 estrena la comèdia Villaviciosa de al lado de Nacho García Velilla. En ella dona vida a una jove prostituta del local d'alternació en el qual se centra la trama de la història. Comparteix cartell amb grans còmics del país com Carmen Machi, Carmen Ruiz i Yolanda Ramos entre d'altres.
El juny de 2017 s'incorpora a la tercera temporada de la sèrie de Televisió Espanyola El Ministerio del Tiempo, on interpreta la jove Lola Mendieta.
El gener de 2018 comença a gravar per La 1 La otra mirada, sèrie que protagonitza donant vida a Manuela, la nova directora d'una acadèmia de senyoretes de la Sevilla dels anys 20. L'actriu comparteix repartiment amb Ana Wagener, Patricia López Arnaiz i Cecilia Freire, entre d'altres. La seva estrena es produeix el 25 d'abril de 2018, en prime-time.

## Treballs
Cinema
| Any  | Títol                      | Personatge   | Director                              | Notes                |
| ---- | -------------------------- | ------------ | ------------------------------------- | -------------------- |
| 2012 | Blancaneu                  | Carmen       | Pablo Berger                          | Personatge principal |
| 2014 | Todos están muertos        | Nadia        | Beatriz Sanchís                       | Personatge principal |
| 2015 | Palmeras en la nieve       | Julia        | Fernando González Molina              | Personatge principal |
| 2016 | Villaviciosa de al lado    | Sole         | Nacho G. Velilla                      | Personatge principal |
| 2017 | La llamada                 | María Casado | Javier Ambrossi i Javier Calvo Guirao | Personatge principal |
| 2018 | Que baje Dios y lo vea     | Sara         | Curro Velázquez                       | Personatge principal |
| 2019 | A pesar de todo            | Lucía        | Gabriela Tagliavini                   | Personatge principal |
| 2019 | Ventajas de viajar en tren | Rosa         | Aritz Moreno                          | Personatge principal |
| 2020 | El arte de volver          |              | Pedro Collantes                       | Personatge principal |

Televisió
| Any        | Títol                                         | Personatge                     | Cadena            | Notes              |
| ---------- | --------------------------------------------- | ------------------------------ | ----------------- | ------------------ |
| 2009       | Hospital Central                              | Cristina                       | Telecinco         | 1 episodi          |
| 2010       | El pacto                                      | Ana Alcides                    | Telecinco         | Telefilm           |
| 2010       | El internado                                  | Gema                           | Antena 3          | 6 episodis         |
| 2010-2012  | Amar en tiempos revueltos                     | Consuelo Muñoz Ruiz "Chelo"    | TVE               | 337 episodis       |
| 2011       | Punta Escarlata                               | Raquel Solís                   | Telecinco         | 8 episodis         |
| 2011       | Hospital Central                              | Sol Martí                      | Telecinco         | 2 episodis         |
| 2012       | Amar en tiempos revueltos: La muerte a escena | Chelo Muñoz Ruiz               | TVE               | Telefilm           |
| 2012-2013  | Luna, el misterio de Calenda                  | Vera Mendoza Morales           | Antena 3          | 20 episodis        |
| 2013       | Niños robados                                 | Violeta                        | Telecinco         | Telefilm           |
| 2014-2015  | B&B, de boca en boca                          | Sonia Balboa Bermejo           | Telecinco         | 29 episodis        |
| 2015       | La española inglesa                           | Isabel                         | TVE               | Telefilme          |
| 2016; 2019 | Paquita Salas                                 | Macarena García                | Flooxer / Netflix | Dos episodis       |
| 2017; 2020 | El Ministerio del Tiempo                      | Dolores "Lola" Mendieta (jove) | TVE               | Onze episodis      |
| 2018-2019  | La otra mirada                                | Manuela Martín Casado          | TVE               | Vint-i-un episodis |
| 2020-2021  | Paraíso                                       | Costa                          | Movistar+         | 15 episodis        |
| 2022       | Las de la última fila                         | Pilu                           | Netflix           | 2 episodis         |
| 2023       | La mesías                                     | Irene Puig Baró                | Movistar+         | 7 episodis         |

Teatre
| Any       | Títol                              | Personatge       | Director                              |
| --------- | ---------------------------------- | ---------------- | ------------------------------------- |
| 2001      | En el nombre de la Infanta Carlota | Canelilla        | Javier Muñoz                          |
| 2008      | High School Musical                | Gabriella Montez | Ariel del Mastro                      |
| 2013-2017 | La llamada                         | María Casado     | Javier Ambrossi i Javier Calvo Guirao |

Publicitat
- Protagonista al costat de Mario Casas de la campanya publicitària d'LG dirigida per Pablo Berger.
- Protagonista al costat de Pablo López de la campanya publicitària de la col·lecció d'estiu de Springfield en 2018.

## Premis i nominacions
Premis Goya
| Any  | Categoria               | Pel·lícula | Resultat   |
| ---- | ----------------------- | ---------- | ---------- |
| 2012 | Millor actriu revelació | Blancaneu  | Guanyadora |

Fotogramas de Plata
| Any  | Categoria               | Pel·lícula | Resultat   |
| ---- | ----------------------- | ---------- | ---------- |
| 2013 | Millor actriu de teatre | La llamada | Guanyadora |

Premis de la Unión de Actores
| Any  | Categoria                                 | Pel·lícula                | Resultat |
| ---- | ----------------------------------------- | ------------------------- | -------- |
| 2011 | Millor actriu de repartiment de televisió | Amar en tiempos revueltos | Nominada |

Altres premis
- 2012: Premi Millor personatge adaptat en el Festival del Cinema i la Paraula (CiBRA) per Blancaneu.
- 2013: Premi Millor actriu principal en BroadwayWorld Spain Awards per La llamada.
- 2014: Nominació als Premis Teatro Musical a la millor actriu revelació per La llamada.